# Drag Race Brasil
Drag Race Brasil è un programma televisivo brasiliano di genere reality, in onda su MTV e sulla piattaforma streaming Paramount+ a partire dal 2023.
Il programma è basato sul format del programma statunitense RuPaul's Drag Race. Come nella versione originale, le concorrenti devono mostrare le loro doti d'intrattenitrici cimentandosi in varie sfide. Ogni settimana le loro performance vengono valutate da vari giudici: tra essi quelli fissi sono la drag queen nonché presentatrice Grag Queen, l'attrice Bruna Braga, lo stilista Dudu Bertholini, mentre i giudici ospiti variano ogni settimana. Al termine dell'episodio una concorrente viene eliminata; tra le ultime rimaste verrà scelta e incoronata Brasil's Next Drag Superstar, che riceverà una serie di premi.

## Format
Il casting viene annunciato online e chi vuole partecipare al programma deve mandare un provino formato video. Per poter prendere parte al programma è necessario avere 18 o più anni. Le persone transgender possono partecipare al programma e, nel corso delle stagioni classiche, alcune concorrenti hanno dichiarato apertamente il loro stato di transgender.

### Puntate
Ogni puntata si divide, generalmente, in tre fasi:
- La mini sfida: in ogni mini sfida alle concorrenti viene chiesto di svolgere una gara con caratteristiche e tempi differenti.
- La sfida principale: in ogni sfida principale alle concorrenti viene chiesto di svolgere una prova, generalmente sono gare individuali. La vincitrice della sfida riceve un premio, che consiste in vestiti, gioielli, cosmetici e altro ancora.
- L'eliminazione: tutte le concorrenti vengono chiamate davanti ai giudici. In questa fase le varie concorrenti vengono giudicate. La migliore della puntata viene dichiarata vincitrice ricevendo un premio. Le ultimi due invece devono sfidarsi esibendosi in playback con una canzone assegnata all'inizio di ogni puntata. La peggiore verrà eliminata dalla competizione con la famosa frase pronunciata  "Sashay away" e lascia un messaggio scritto con il rossetto sullo specchio della sala dove si svolgono le riprese; la vincitrice, al contrario, viene celebrata con la frase "Shantay you stay", e può continuare la competizione.

## Giudici
I giudici danno la loro valutazione sui vari concorrenti, esprimendo le loro opinioni circa ciò che accade sul palcoscenico principale. 

### Giudici fissi
| Giudice         | Edizioni |
| Giudice         | 1        |
| --------------- | -------- |
| Grag Queen      | Fisso    |
| Bruna Braga     | Fisso    |
| Dudu Bertholini | Fisso    |

- Grag Queen (edizione 1), cantante e drag queen brasiliana, vincitrice della prima edizione di Queen of the Universe e di numerosi premi, tra cui un Gay Times Honors alla migliore icona della Latina America.[2]
- Bruna Braga (edizione 1), attrice, sceneggiatrice e comica brasiliana, nota per aver co-prodotto la serie comica Dani-se, e per aver recitato nella serie tv O Dono do Lar.[3]
- Dudu Bertholini (edizione 1), stilista ed attore brasiliano, ha lavorato come costumista per varie pellicole brasiliane, nonché ad aver preso parte come attore a varie serie tv e come giudice di Brazil's Next Top Model.[3]

### Untucked
Durante ogni puntata di Drag Race Brasil viene seguito un intermezzo di Untucked nel quale vengono mostrate scene inedite della competizione e il backstage del programma. 

## Premi
Anche in questa versione del programma, il vincitore riceve dei premi. I premi in palio per la prima edizione sono: 
- 100000 R$
- Una fornitura di un anno di cosmetici della Anastasia Beverly Hills
- Una corona e uno scettro di Amped Accessories

## Edizioni
| Edizione | Concorrenti | Episodi | Prima TV Brasile | Prima TV Italia | Vincitrice | Miss Simpatia |
| -------- | ----------- | ------- | ---------------- | --------------- | ---------- | ------------- |
| 1ª       | 11          | 12      | 2023             | inedita         | Organzza   | Aquarela      |

### Prima edizione
La prima edizione di Drag Race Brasil andrà in onda in Brasile a partire dal 30 agosto 2023 sul canale televisivo MTV e sulla piattaforma streaming Paramount+. Il cast viene annunciato il 2 agosto 2023. Dodici drag queen, provenienti da diverse parti del Brasile, si sfidano per entrare nella Drag Race Hall of Fame.
Organzza, vincitrice dell'edizione, ha guadagnato come premio 150000 R$, una fornitura di cosmetici della Anastasia Beverly Hills, una corona e uno scettro di Amped Accessories. A vincere il titolo di Miss Simpatia è stata Aquarela.

## Concorrenti
Le concorrenti che prendono parte al programma nella prima edizione sono (in ordine di eliminazione):
| Edizioni | Vincitrice | Finaliste                                       | 3°                                              | 4°                                              | 5°               | 6°   | 7°            | 8°         | 9°       | 10°              | 11°              | 12°       |
| -------- | ---------- | ----------------------------------------------- | ----------------------------------------------- | ----------------------------------------------- | ---------------- | ---- | ------------- | ---------- | -------- | ---------------- | ---------------- | --------- |
| 1ª       | Organzza   | Betina Polaroid Hellena Malditta Miranda Lebrão | Betina Polaroid Hellena Malditta Miranda Lebrão | Betina Polaroid Hellena Malditta Miranda Lebrão | Shannon Skarlett | Naza | Dallas de Vil | Rubi Ocean | Aquarela | Melusine Sparkle | Tristan Soledade | Diva More |

Legenda:
     La concorrente è stata nominata Miss Simpatia

## Musiche
Quasi tutte le canzoni utilizzate nelle varie edizioni provengono dagli album di RuPaul, fanno eccezione le canzoni utilizzate per il playback alla fine delle puntate.

### Palcoscenico principale
Le canzoni utilizzate durante la presentazione degli outfit dei concorrenti sono state:
- Catwalk tratto da MamaRu (1ª edizione)

### Altre musiche
Nel corso del programma sono stati rilasciati vari singoli promozionali:
- Festa com Mozão - Good Girls Remix – Aquarela, Betina Polaroid, Diva More, Melusine Sparkle, Miranda Lebrão e Naza (1ª edizione)
- Madrugatas - Hot Girls Remix – Dallas de Vil, Hellena Malditta, Organzza, Rubi Ocean, Shannon Skarllet e Tristan Soledade (1ª edizione)